# Эталонная модель
Эталонная модель (англ. reference model, master model) — это абстрактное представление понятий и отношений между ними в некоторой проблемной области. На основе эталонной строятся более конкретные и детально описанные модели, в итоге воплощённые в реально существующие объекты и механизмы. Понятие эталонной модели используется в информатике.

## Примеры Эталонных моделей
- Сетевая модель OSI (Open Systems Interconnection Reference Model),
- модель Открытого геопространственного консорциума (англ.),
- архитектура фон Неймана — модель эталонной модели с последовательными вычислениями,
- эталонная модель Архитектуры государственного предприятия (англ.),
- Эталонная Информационная Модель HL7 (Reference Information Model, RIM HL7),
- Эталонная Модель (Reference Model, RM) openEHR.